# Corticium mississippiense
Corticium mississippiense är en svampart som först beskrevs av Lentz, och fick sitt nu gällande namn av M.J. Larsen 1990. Corticium mississippiense ingår i släktet Corticium och familjen Corticiaceae.   Inga underarter finns listade i Catalogue of Life.